# Elmar Gruber
Elmar Gruber (* 24. Mai 1931 in Prien am Chiemsee; † 10. September 2011 in München) war ein katholischer Pfarrer und geistlicher Schriftsteller.

## Leben
Geboren 1931 in Prien am Chiemsee, lebte Elmar Gruber seit 1932 mit seinen Eltern in München. Nach dem Abitur am Theresien-Gymnasium München trat er in das Priesterseminar ein, studierte Philosophie und Theologie an der Philosophisch-theologischen Hochschule in Freising und empfing 1957 die Priesterweihe.
Nach einer Zeit als Kaplan in verschiedenen Pfarreien und Jugendseelsorger arbeitete er über Jahrzehnte als Religionslehrer im Schuldienst. 1964 wurde er zum Pfarrer ernannt und war danach im Schulreferat der Erzdiözese München und Freising tätig, wo er den Aufgabenbereiche Praktische Religionspädagogik, Ausbildung, Fortbildung, Lehrerseelsorge leitete.
Gruber veröffentlichte etliche Bücher zu Themen der praktischen Spiritualität, zur Besinnung sowie zu den Initiationssakramenten (Erstkommunion, Taufe, Firmung).
Er war der Bruder des ehemaligen Generalvikars im Erzbistum München und Freising Gerhard Gruber.
Elmar Gruber starb am 10. September 2011 im Alter von 80 Jahren.
Gruber zählt zu den Vorbildern von Rainer Maria Schießler: „Elmar Gruber steht für die leuchtend hellen Seiten meiner Berufung. Er wurde […] zu einem meiner wichtigsten Lehrer […] Ich habe alles, was er gepredigt und geschrieben hat, wie ein Schwamm in mich aufgesogen. Er war mein Leitbild und als theologischer Vordenker hat er meine Entwicklung maßgeblich beeinflusst […] seine Persönlichkeit hat mein ganzes Verständnis von Glaube und Kirche geprägt.“

## Veröffentlichungen (Auswahl)
- Gott ist immer da! Über das Wunder der Barmherzigkeit, Don Bosco Medien, 2009, ISBN 3-7698-1758-3
- Bibelgeschichten zur Erstkommunion, Freiburg im Breisgau 2005, Herder, ISBN 3-451-28841-9
- Worte für zwischendurch. Elmar Grubers Weisheitsbox, München 2004, Verlag Don Bosco, ISBN 3-7698-1492-4
- Mit Kindern über Gott reden. Ein Ratgeber, Freiburg im Breisgau 2003, Herder, ISBN 3-451-27866-9
- Stärker als der Haß. Geistliche Übungen zu Schuld und Versöhnung, München 1998, Verlag Don Bosco, ISBN 3-7698-1086-4